# الساندرو فراو
الساندرو فراو (انگلیسی: Alessandro Frau؛ زادهٔ ۲ آوریل ۱۹۷۷) بازیکن فوتبال اهل ایتالیا است.
از باشگاه‌هایی که در آن بازی کرده‌است می‌توان به باشگاه فوتبال اینتر میلان، باشگاه فوتبال آ.اس. رم، باشگاه فوتبال پیستویزه، باشگاه فوتبال پیزا، باشگاه فوتبال آولینو، و باشگاه فوتبال پالرمو اشاره کرد.
وی همچنین در تیم ملی فوتبال زیر ۲۱ سال ایتالیا بازی کرده‌است.